# Slaget ved Cypress Hills
Slaget ved Cypress Hills, Saskatchewan i Canada, er en talstærk styrke crow – og gros ventre krigeres katastrofalt mislykkede fællesangreb på en stor piegan blackfoot lejr omkring 1867.:106  Med et rasende modangreb tvang pieganerne angriberne ud i en panisk flugt, hvorunder de forfulgte dem og dræbte flere hundrede.:51  I 1901 kunne de ældre gros ventres i Fort Belknap reservatet, Montana, ikke mindes et værre nederlag end det ved Cypress Hills 34 år tidligere.:146 

## Baggrunden
Efter at have været allieret med blackfoot folket ret konstant i mere end 100 år skiftede gros ventre stammen side i starten af 1860erne:49  ved at indlede et venskab med deres gamle fjender sydpå blandt især river crowerne.:93 
I 1867 havde fjendskabet mellem river crowerne og forskellige blackfoot divisioner stået på i flere årtier.:6 

## Det indledende angreb
I sommeren 1867 (eller måske 1866):287  hørte en stor lejr gros ventres og river crows på udkig efter fjender godt nyt: En piegan lejr lå omkring 30 kilometer øst for Cypress Hills.:134  Flere kvinder var med på krigstogtet, og alle i lejren malede sig og dansede, før de i samlet flok bevægede sig frem mod pieganerne hele natten igennem. Ved daggry fik de øje på lejren.:216 
Næsten alle pieganerne var samlet i en kæmpelejr.:134  Tidligt om morgenen forlod divisionens ledende høvding Many Horses (også kendt som Sits In The Middle,:217  Middle Sitter og Heavy Shield):29  lejren sammen med sin yndlingskone for at jage bisoner.:135  De blev nok som de allerførste dræbt ude på den åbne prærie. To pieganer mere blev dræbt på crow - og gros ventre krigernes vej hen mod de nærmeste blackfoot tipier.:217 
Hvad pieganerne i lejren først troede var en hjord bisoner på vej mod dem, opdagede de var en meget talstærk og fjendtlig styrke gros ventres og crower. Styrken bestod af både beredne folk og krigere til fods. Pieganerne bragte straks deres græssende heste ind i lejren og de første mænd red frem for at afskære vejen for angriberne. Pieganen Screaming Owl blev ramt af en kugle som den første.:136 

## Kampen om at få overtaget
Kampen startede for alvor. Gros ventre – og crow krigerne kæmpede forgæves for at trænge helt ind i piegan lejren, mens pieganerne uden held prøvede at drive fjenderne tilbage fra deres position på et mindre højdedrag.:137  En gros ventre med et skudsår i låret sad på jorden og støttede sig til sin krogede lanse stukket i jorden. Før pieganerne gjorde det helt af med ham, nåede han at skyde flere med sit ildvåben.:217 
Mens begge parter kæmpede om at få overtaget, opdagede pieganerne ligene af deres høvding og hans kone,:137  som var blevet lagt i usømmelige stillinger af drabsmændene.:217  Nyheden om tabet af deres afholdte høvding bredte sig blandt pieganerne, og de stormede frem, splittede angriberne og drev dem på en vild flugt.:198 
Pieganerne forfulgte dem kilometer efter kilometer. Flygtende fodfolk blev dræbt med alt fra skydevåben over krigskøller til sten, hvis ikke pieganerne red dem ned med deres krigshingste.:140  Forfølgerne indhentede den ene lille gruppe beredne fjender med udmattede heste efter den anden, og de viste ingen krigere nåde.:139 
Gros ventre kvinden Watches All var fulgt med krigsgruppen hen til piegan lejren. Hun red dobbelt med en anden kvinde under flugten væk fra kamppladsen, men deres hest snublede i et hul, og hun blev taget til fange. Piegan krigeren førte hende tilbage til sin del af blackfoot lejren. Undervejs kom de forbi de livløse legemer på jorden af flere gros ventres. Inde i lejren kom alle og slog til Watches All dagen lang. Hun mistede sin perlehalskæde og afleverede sin kostbare skindkjole besat med wapitihjorte-tænder.:217 
Sejrherrerne bragte mindst 18 andre kvindelige fanger ind i lejren.:218 

## Efter kampen
Krigsgruppens tabstal opgøres til et sted mellem 300:51  og 400 faldne.:140 
Pieganerne havde mistet to høvdinge foruden Many Horses, dennes kone samt seks krigere; i alt 10 dræbte.:141 
Lejren tog afsked med høvding Many Horses ved at rejse en tipi til ham. Mange i lejren kom med tæpper eller andet at lægge ved liget.:141  Ti af hans favoritheste ud af hans flok på op mod 500 dyr blev dræbt ved tipien. Høvdingens ældste datter sørgede for, at faderens tre efterladte koner og hans børn hver fik en pæn flok heste. Resten af ride- og trækdyrene blev fordelt blandt familierne i Many Horses lejr, ligesom enkelt folk udenfor lejrgruppen fik en hest foræret.:287  Høvdingens død er nævnt i en blackfoot vintertælling husket af Elk Horn.:47 
Under kampen havde pieganerne erobret mange heste og tillige våben, skjolde, piber og andet, som de samlede i en bunke. En respekteret kriger holdt hver enkelt ting op og råbte navnet på personen, der havde erobret genstanden, så hans bedrift blev kendt i hele lejren.:142 
Pieganen No Chief, der havde taget Watches All til fange og derpå gjort hende til sin hustru, beskyttede hende mod hævngerrige enkeltpersoner i lejren. Fire andre tilfangetagne kvinder blev slået ihjel af folk, der havde mistet slægtninge under kampen.:218  Næste år flygtede Watches All, og efter at have udstået en del strabadser på en lang tur nåede hun tilbage til sit eget folk.:221  Watches All gav etnologen Alfred L. Kroeber sin ret detaljerede førstehånds-beretning om kampen ved Cypress Hills og om sit fangenskab blandt pieganerne i 1901.:216-221 